# Groutiella laxotorquata
Groutiella laxotorquata là một loài Rêu trong họ Orthotrichaceae. Loài này được (Müll. Hal. ex Besch.) Wijk & Margad. mô tả khoa học đầu tiên năm 1960.